# رمادة
رمادة إحدى مدن الجمهورية التونسية، تقع في ولاية تطاوين.

## السياسة

### رؤساء البلديات
| رئيس البلدية (العمدة) | الحزب     | بداية العهدة  | نهاية العهدة  | ملاحظات                                                                    |
| --------------------- | --------- | ------------- | ------------- | -------------------------------------------------------------------------- |
| البشير العكروت        | مستقل     | 25 يونيو 2011 | 20 يونيو 2018 | رئيس نيابة خصوصية، عين بعد الثورة التونسية في 2011 إثر حل المجالس البلدية. |
| حبيب الحفيان          | نداء تونس | 20 يونيو 2018 | الآن          | انتخب في الانتخابات البلدية التونسية 2018.                                 |